# 唐纳德·拉莫塔
唐纳德·拉莫塔（英語：Donald Ramotar，1950年10月22日—）是一位圭亚那政治家。自2011年12月担任圭亚那总统到2015年。自1997年以来，他一直是人民进步党（PPP）的总书记。

## 政治生涯
拉莫塔在1967年加入人民进步党，于1983年加入人民进步党执行委员会。从圭亚那大学获得了经济学学士学位。从1988年到1993年，他是圭亚那农业工会的国际司司长。在1992年的选举中，人民进步党的切迪·贾根下赢得了几十年来的首次胜利，拉莫塔当选圭亚那国民议会成员，此后不断连任。他在1993年被指定作为人民进步党的执行秘书。，贾根于1997年3月去世之后，3月29日拉莫塔被一致推选接替人民进步党的总书记。
2008年8月2日人民进步党第29届会议上，他再次当选中央委员会，收到票数第四高数（637）。会议之后的8月12日，他被重新的选举为总书记，中央委员会没有反对。
2011年4月4日，人民进步党党中央选择拉莫塔作为党的总统候选人参加2011年11月的选举。这一决定是一致通过的，其他候选人退出，从而省却了无记名投票表决的需要。2011年4月28日政府宣布拉莫塔被任命为巴拉特·贾格迪奥总统的政治顾问。反对党批评这次任命。
2011年11月28日举行总统选举，结果于12月1日宣布拉莫塔为总统。然而，人民进步党在议会下降了一个席位，赢得65个席位中的32个，这意味着，拉莫塔会担任总统，而两个反对党将合计持有议会多数席位。拉莫塔为他的党未能赢得多数席位表示失望。他于2011年12月3日宣誓就任总统。